# A Sárga-folyó 1938-as áradása

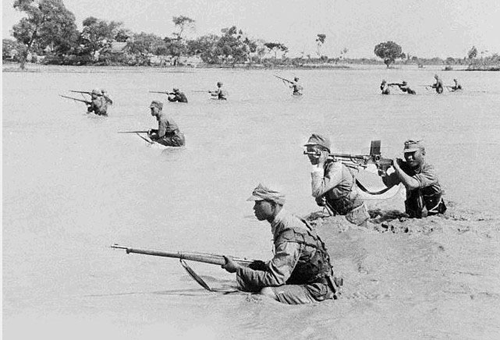
Kínai katonák a kiöntött Sárga-folyó vizében 1938 júniusában

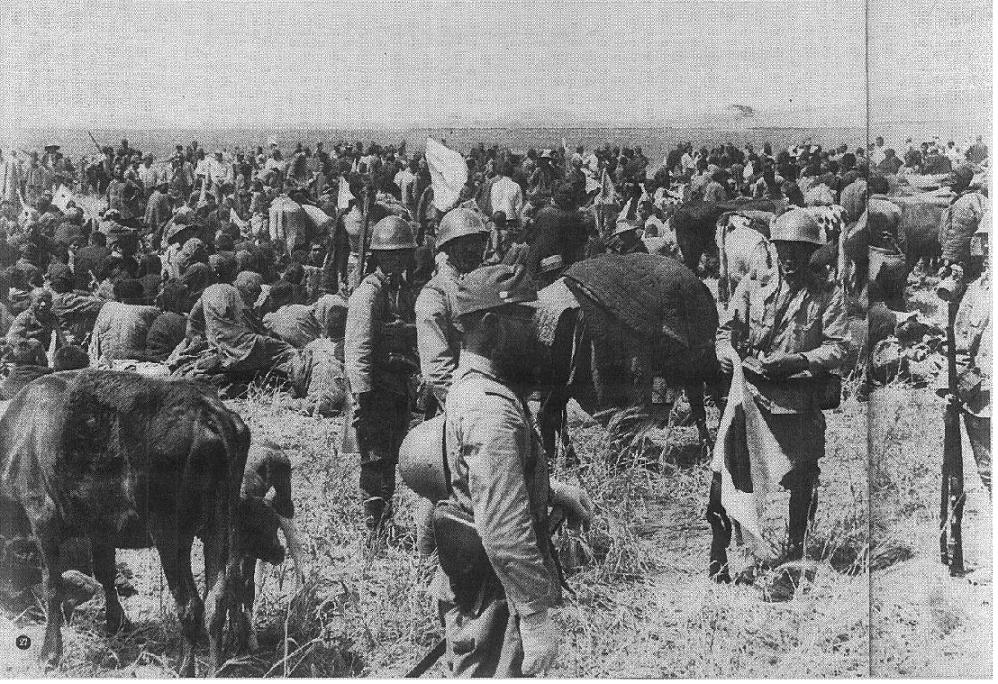
Az áradás japán katonák által megmentett túlélői

A Sárga-folyó 1938-as áradását (kínaiul: 花园口决堤事件, pinjin: huāyuán kǒu juédī shìjiàn, magyaros: huajüan kou csüeti sicsien) a Japánnal háborúzó Kuomintang (Guomindang)-kormányzat idézte elő a második kínai–japán háború korai szakaszában, hogy ezzel állítsa meg a japánok gyors előrenyomulását. A „környezeti hadviselés legnagyobb eseménye a történelemben” is nevezik.

## Az áradás
A második kínai–japán háború 1937-es kitörése után a Japán Császári Hadsereg gyors tempóban nyomult előre a kínai területeken. 1938-ra elesett Sanghaj (Shanghai) és Nanking (Nanjing), a főváros, valamint egész Észak-Kína is. 1938. június 6-án elfoglalták Kajfeng (Kaifeng)et, Honan (Henan) tartomány fővárosát is, és elfoglalással fenyegették Csengcsou (Zhengzhou)t, amely fontos közlekedési csomópont volt, és elestével közvetlen veszélybe került volna az ideiglenes főváros, Vuhan (Wuhan) és Hszian (Xian) is.
Hogy megállítsa a további japán előrenyomulást keletre és délre, Csang Kaj-sek (Chiang Kai-shek) generalisszimusz Csen Kuo-fu (Chen Guofu) tanácsára úgy döntött, hogy megnyittatja a Sárga-folyó töltéseit Csengcsou (Zhengzhou) környékén. Az eredeti terv az volt, hogy Csaokou (Zhaokou)nál pusztítják el a gátat, azonban a nehézségek hatására Huajüankou (Huayuankou)nál tették ezt meg június 5-én és 7-én. A rongálás árvizeket okozott Honan (Henan), Anhuj (Anhui) és Csiangszu (Jiangsu) tartományokban, mintegy 54 000 km²-en. A víz hatalmas kiterjedésű termőföldeket öntött el és falvakat tarolt le, így milliókat téve hajléktalanná. A háború utáni nacionalista becslések szerint mintegy 800 000 kínai halt meg az áradás következtében.

## Viták
Az elárasztás stratégiai előnye mind a mai napig vitatott. A japán katonák a hatókörén kívül tartózkodtak, akik közül ismeretlen számú vesztette életét az árvíz miatt, azonban megakadályozta őket Csengcsou (Zhengzhou) elfoglalásában. Ennek ellenére még az évben elfoglalták Vuhan (Wuhan)t másik irányból támadva. Honan (Henan) nagy része ekkor még kínai kézen volt, Anhuj (Anhui)ban és Csiangszu (Jiangsu)ban pedig igen kicsi volt a japán jelenlét. Azonban az elárasztott falvak és vasútvonalak ekkor már japán kézen voltak, aminek köszönhetően azok nem tudták megerősíteni pozícióikat a térségben, amely később kínai partizánok ellenőrzése alá került.

### Fordítás
Ez a szócikk részben vagy egészben  a(z)   1938 Yellow River flood című angol Wikipédia-szócikk ezen változatának fordításán alapul.  Az eredeti cikk szerkesztőit annak laptörténete sorolja fel. Ez a jelzés csupán a megfogalmazás eredetét és a szerzői jogokat jelzi, nem szolgál a cikkben szereplő információk forrásmegjelöléseként.